# Kiss László (labdarúgó, 1935)
Kiss László (Budapest, 1935. december 28. – Miskolc, 1990) labdarúgó, csatár, majd hátvéd.

## Pályafutása
1958 és 1968 között a Diósgyőri VTK labdarúgója volt. 1958. augusztus 31-én mutatkozott be az élvonalban a Tatabánya ellen, ahol csapata 2–1-es győzelmet aratott. Az élvonalban 154 bajnoki mérkőzésen szerepelt és 15 gólt szerzett. Tagja volt az 1965-ben Magyar Népköztársasági Kupa-döntős csapatnak.

## Sikerei, díjai
- Magyar bajnokság
  - 5.: 1959–60
- Magyar Népköztársasági Kupa (MNK)
  - döntős: 1965